# آسیامریکا
آسیامریکا (به انگلیسی: Asiamerica) جزیرهٔ بزرگی بود که از تودهٔ خشکی لوراسیا به‌وجود آمده و توسط دریاهای کم‌عمق قاره‌ای از اوراسیا در غرب و از بخش شرقی آمریکای شمالی در شرق جدا می‌شد. سرزمین‌های امروزی چین، مغولستان و بخش‌های غربی ایالات متحده آمریکا و کانادا در این قاره قرار داشتند. همچنین فسیل‌های به‌دست آمده در این منطقه نشان می‌دهد که آسیامریکا، زیستگاه انواع گوناگونی از دایناسورها و پستانداران آرکئیک بوده است.
قارهٔ آسیامریکا از اواخر دورهٔ کرتاسه تا دورهٔ ائوسن وجود داشت و دوباره با شروع عصر یخبندان شروع به شکل‌گرفتن نمود. با این حال در شکل‌گیری دوبارهٔ این قاره، این‌بار آسیا تنها از طریق یخچالی در اقیانوس آرام که آسیا را به آلاسکا پیوند می‌داد به آمریکا متصل شده‌بود.
مرتفع‌ترین بخش این قاره در گرینلند قرار داشت و پست‌ترین قسمت آن در زیر آب در نزدیکی قطب شمال واقع شده‌بود.